# Ambikapur
Ambikapur è una suddivisione dell'India, classificata come census town, di 65.999 abitanti, capoluogo del distretto di Surguja e della divisione di Surguja, nello stato federato del Chhattisgarh. In base al numero di abitanti la città rientra nella classe II (da 50.000 a 99.999 persone).

## Geografia fisica
La città è situata a 23° 7' 0 N e 83° 12' 0 E e ha un'altitudine di 602 m s.l.m..

## Società

### Evoluzione demografica
Al censimento del 2001 la popolazione di Ambikapur assommava a 65.999 persone, delle quali 34.723 maschi e 31.276 femmine. I bambini di età inferiore o uguale ai sei anni assommavano a 8.601, dei quali 4.656 maschi e 3.945 femmine. Infine, coloro che erano in grado di saper almeno leggere e scrivere erano 49.967, dei quali 28.034 maschi e 21.933 femmine.